# E! News
E! News, anteriormente conhecidas como E! News Daily e E!  News Live, é o principal noticiário de entretenimento do E! nos Estados Unidos.  Sem itálico, é o nome da divisão de notícias de entretenimento do canal de televisão.  O noticiário estreou em 1º de setembro de 1991, e principalmente relata notícias de celebridades e fofocas, junto com prévias dos próximos filmes e programas de televisão, segmentos regulares sobre todos esses três assuntos, e algumas notícias sobre a indústria em geral.

## Apresentadores
- Jason Kennedy — 2007 - 2015
- Giuliana Rancic — 2006 - 2015
- Catt Sadler — 2013 - 2015
- Ali Fedotowsky — atual
- Melanie Bromley — atual
- Terrence J
- Maria Menounos
- Jason Kennedy
- Catt Sadler